# Matías Tissera
Matías Tissera (Rojas, 6 settembre 1996) è un calciatore argentino, attaccante del Huracán in prestito dal Ludogorec.

## Carriera
Cresciuto nel settore giovanile del Newell's Old Boys, ha esordito in prima squadra il 18 marzo 2017 disputando l'incontro di Primera División vinto 3-0 contro il Vélez Sarsfield.
Il 16 gennaio 2025 viene acquistato dall'Huracán.

## Statistiche

### Presenze e reti nei club
Statistiche aggiornate al 15 maggio 2025.
| Stagione          | Squadra                 | Campionato        | Campionato | Campionato | Coppe nazionali | Coppe nazionali | Coppe nazionali | Coppe continentali | Coppe continentali | Coppe continentali | Altre coppe | Altre coppe | Altre coppe | Totale | Totale |
| Stagione          | Squadra                 | Comp              | Pres       | Reti       | Comp            | Pres            | Reti            | Comp               | Pres               | Reti               | Comp        | Pres        | Reti        | Pres   | Reti   |
| ----------------- | ----------------------- | ----------------- | ---------- | ---------- | --------------- | --------------- | --------------- | ------------------ | ------------------ | ------------------ | ----------- | ----------- | ----------- | ------ | ------ |
| 2016-2017         | Newell's Old Boys       | PD                | 5          | 0          | CA              | 0               | 0               | -                  | -                  | -                  | -           | -           | -           | 5      | 0      |
| 2017-2018         | Quilmes                 | PBN               | 12         | 0          | -               | -               | -               | -                  | -                  | -                  | -           | -           | -           | 12     | 0      |
| 2018-2019         | Independiente Rivadavia | PBN               | 17         | 3          | CA              | 0               | 0               | -                  | -                  | -                  | -           | -           | -           | 17     | 3      |
| 2019-2020         | Platense                | PBN               | 10         | 1          | CA              | 0               | 0               | -                  | -                  | -                  | -           | -           | -           | 10     | 1      |
| 2020              | Platense                | PBN               | 9          | 4          | CA              | 0               | 0               | -                  | -                  | -                  | -           | -           | -           | 9      | 4      |
| 2021              | Platense                | PD                | 21         | 14         | CA+CdL          | 0+11            | 0               | -                  | -                  | -                  | -           | -           | -           | 32     | 14     |
| Totale Platense   | Totale Platense         | Totale Platense   | 40         | 19         |                 | 11              | 0               |                    | -                  | -                  |             | -           | -           | 51     | 19     |
| feb.-giu. 2022    | Ludogorec               | PFL               | 9          | 2          | CB              | 3               | 2               | -                  | -                  | -                  | -           | -           | -           | 12     | 4      |
| 2022-2023         | Ludogorec               | PFL               | 27         | 12         | CB              | 6               | 1               | UCL+UEL+UECL       | 3+7+2              | 1+2+0              | SB          | 1           | 0           | 46     | 16     |
| 2023-2024         | Ludogorec               | PFL               | 13         | 2          | CB              | 5               | 2               | UCL+UEL+UECL       | 4+2+5              | 1+1                | SB          | -           | -           | 29     | 7      |
| 2024-gen. 2025    | Ludogorec               | PFL               | 5          | 0          | CB              | 1               | 1               | UCL+UEL            | 3+0                | 0                  | SB          | -           | -           | 9      | 1      |
| Totale Ludogorets | Totale Ludogorets       | Totale Ludogorets | 54         | 16         |                 | 15              | 6               |                    | 26                 | 6                  |             | 1           | 0           | 96     | 28     |
| 2025              | Huracán                 | PD                | 12         | 2          | CA              | 0               | 0               | CS                 | 2                  | 0                  | -           | -           | -           | 14     | 2      |
| Totale carriera   | Totale carriera         | Totale carriera   | 140        | 40         |                 | 26              | 6               |                    | 28                 | 6                  |             | 1           | 0           | 195    | 52     |

## Palmarès

### Club

#### Competizioni nazionali
- Campionato bulgaro: 3

Ludogorec: 2021-2022, 2022-2023, 2023-2024
- Coppa di Bulgaria: 1

Ludogorec: 2022-2023
- Supercoppa di Bulgaria: 1

Ludogorec: 2022